# Точильник
«Точильник (Принцип мигтіння)» (рос. «Точильщик (Принцип мелькания)») — кубофутуристична картина російського та українського художника-авангардиста Казимира Малевича, написана 1912 року (за іншими даними — 1913 року).

## Історія
«Точильник» був написаний Малевичем 1912 року. У 1920-х роках Малевич відправив картину на Першу російську виставу (спочатку вона проходить у Берліні, потім в Амстердамі). На цій виставі картину купила нью-йоркська художниця Катерина Дрейер і відвезла до США. Судячи з усього, 1941 року вона передала «Точильника» в даровизну мистецькій галереї Єльського університету, де картина зберігається донині.

## Опис
Основа композиції картини — колесо, яке Малевич, мабуть, хотів спочатку зримо «розкрутити». На картині помітно вплив італійського футуризму, що проявилося у безлічі пальців, що притискують ніж до колеса, і ступень, що натискають на педаль. У повторах незліченно роздроблених обрисів, що виявляються у невловимій частці часу ніби в різних точках простору, у сталевому сіро-блакитному колориті, контрастно відтінених іржавими плямами кольору, і полягає «принцип миготіння», якого домагався Малевич і виніс це визначення у підзаголовок картини.
Футуристична енергія зображується у мерехтінні деталей, а кубістична структурність — у здобутті однорідних елементів, здатних скласти будь-яку конструкцію, яка на цьому етапі відтворює дійсне явище, але водночас може стати безпредметною.

## Значення
В єднанні футуристичної енергії і кубістичної структурності криється новизна кубофутуризму і передвістя супрематичної концепції Малевича.
«Точильник» вважається однією з найзначніших кубофутуристичних праць Малевича і класичним витвором російського кубофутуризму.